# De Koel
De Koel, també conegut com a Covebo Stadion – De Koel, és un estadi polivalent a Venlo, Limburg, Països Baixos. Actualment s'utilitza principalment per a partits de futbol i és l'estadi local del VVV-Venlo. L'estadi és capaç d'acollir 8.000 espectadors, i va ser construït l'any 1972.

## Generalitats
L'estadi està situat a prop de l'antic Stadium De Kraal en un fossar ("koel" és la paraula en el dialecte limburguès de Venlo per "fosa") a Kaldenkerkerweg, a la part superior de la vora escarpada a l'est de Venlo. L'estadi va poder acollir 24.500 espectadors durant un partit entre el VVV i l'Ajax el 1977. Quan el futbol competitiu neerlandès va experimentar una caiguda de l'interès públic a finals de la dècada de 1980, De Koel va aconseguir mantenir el seu nombre d'espectadors al nivell. Darrere del PSV, el Feyenoord i l'Ajax, De Koel va assolir alguns dels nombres d'espectadors més alts de l'aleshores Eredivisie.

## Nom i patrocinis
L'any 2003, De Koel va ser renovat a fons i l'any 2005 va passar a ser conegut com a Seacon Stadium -De Koel-, que porta el nom del patrocinador principal del club. Després de 14 anys, el club va trobar un altre patrocinador com el seu homònim. A partir del 14 de gener de 2019, el nom de l'estadi es va canviar a Covebo Stadion - De Koel -, com a resultat d'un acord de patrocini que inclou la temporada 2020-21. Aquest acord es va prorrogar un any més el gener de 2021 fins a la temporada 2021-22.

## Terreny de joc
La temporada 2012-13, el terreny de joc de De Koel, que el 2009 va ser votat com el millor camp de l'Eerste Divisie, estava en molt mal estat. Tan dolent de fet que va quedar últim a la "VVCS Fields Competition", una classificació elaborada pels divuit presidents dels clubs de l'Eredivisie. VVV va optar així per substituir la gespa per una gespa artificial. El 30 de juliol de 2013, es va anunciar que el camp de gespa sintètica havia estat aprovat i complia els requisits de la Royal Dutch Football Association (KNVB) i la UEFA. El 9 d'agost de 2013, el VVV va jugar el seu primer partit de lliga en aquest camp contra Willem II (victòria per 2-0).
El maig de 2020, VVV va optar per abandonar de nou el camp de gespa sintètica després de set anys. A partir de la temporada 2020-21, tornaria a haver-hi gespa natural a De Koel.